# Glenn Hansen
Glenn R. Hansen (Devils Lake, 21 aprile 1952) è un ex cestista statunitense, professionista nella NBA.

## Carriera
È stato selezionato dai Kansas City Kings al secondo giro del Draft NBA 1975 (31ª scelta assoluta).